# Dunărea, o legendă în formă de fluviu
Dunărea, o legendă în formă de fluviu este un film românesc din 1974 regizat de Mirel Ilieșiu.